# Société pour l'amélioration du sort de la femme
En 1874, la Société pour l'amélioration du sort de la femme est fondée  par plusieurs militantes féministes, parmi lesquelles Hubertine Auclert et Maria Deraismes. 

## Contexte
La création de cette association, composée uniquement de femmes, permet aux militantes féministes de l'époque d'acquérir une autonomie qu'elles n'avaient pas dans d'autres associations féministes dirigées par des hommes, notamment en vue de l'organisation du Congrès français et international du droit des femmes de Paris en 1889.
En 1886, la Société pour l'amélioration du sort de la femme fusionne avec la Société de la revendication du droit des femmes et devient la Société pour l'amélioration du sort de la femme et la revendication de ses droits.